# Ordina Open 2003
Die Ordina Open 2003 waren ein Tennisturnier der WTA Tour 2003 für Damen und ein Tennisturnier der ATP Tour 2003 für Herren in Rosmalen in der Gemeinde ’s-Hertogenbosch und fanden zeitgleich vom 16. bis 22. Juni 2003 statt.

## Herrenturnier
→ Hauptartikel: Ordina Open 2003/Herren
→ Qualifikation: Ordina Open 2003/Herren/Qualifikation

## Damenturnier
→ Hauptartikel: Ordina Open 2003/Damen
→ Qualifikation: Ordina Open 2003/Damen/Qualifikation